# Macarangela pyracma
Macarangela pyracma är en fjärilsart som beskrevs av Edward Meyrick 1892. Macarangela pyracma ingår i släktet Macarangela och familjen bronsmalar. Inga underarter finns listade i Catalogue of Life.